# ヴィジャヤプラ

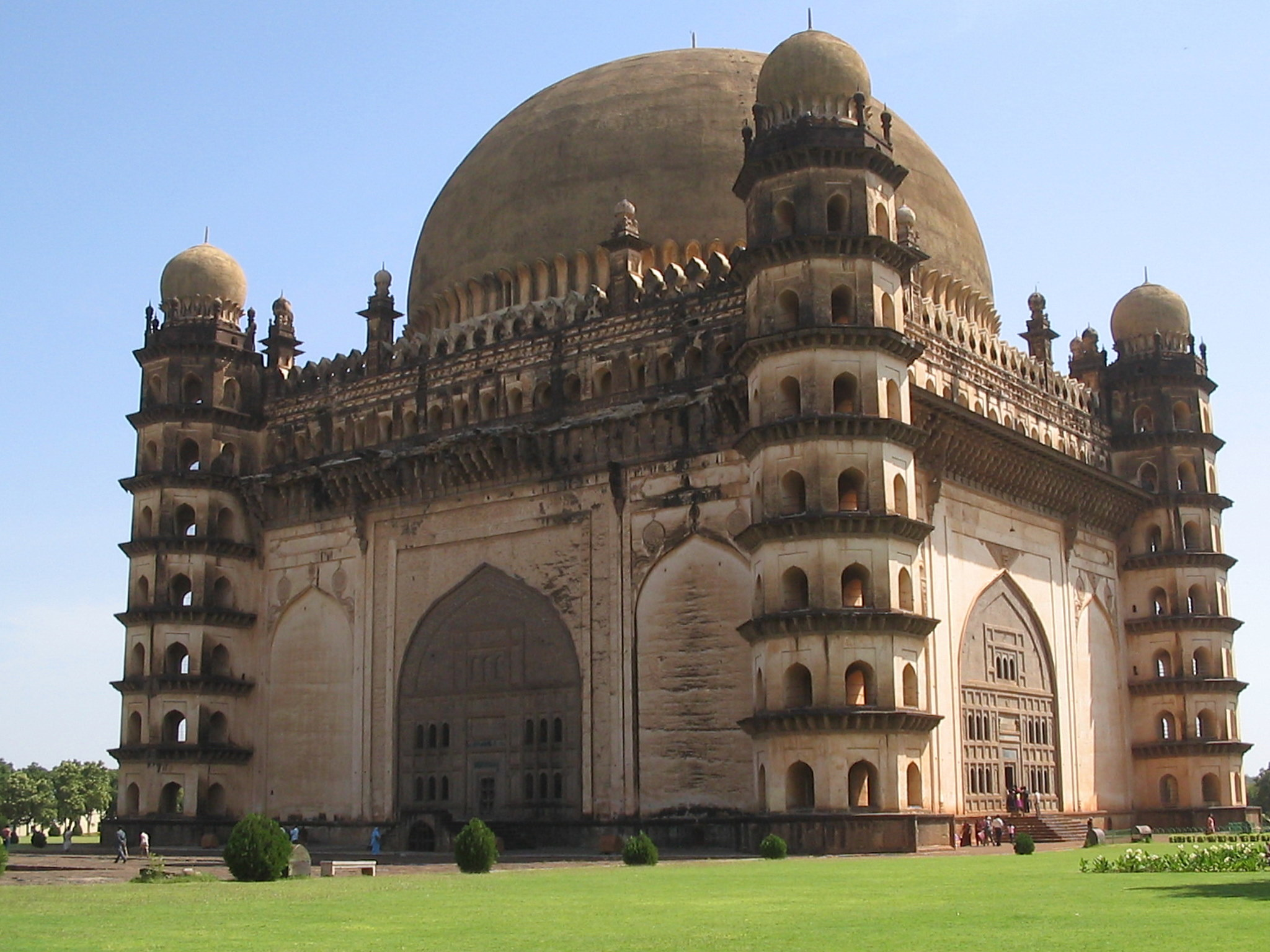
ゴール・グンバズ

ヴィジャヤプラ（ カンナダ語：ವಿಜಯಪುರ, Vijayapura）、旧称ビジャープル（英語：Bijapur）は、南インドのカルナータカ州、ヴィジャヤプラ県の都市。
かつてこの地の名を冠した王国であるビジャープル王国が、この都市を首都にデカン地方で栄えた。

## 歴史

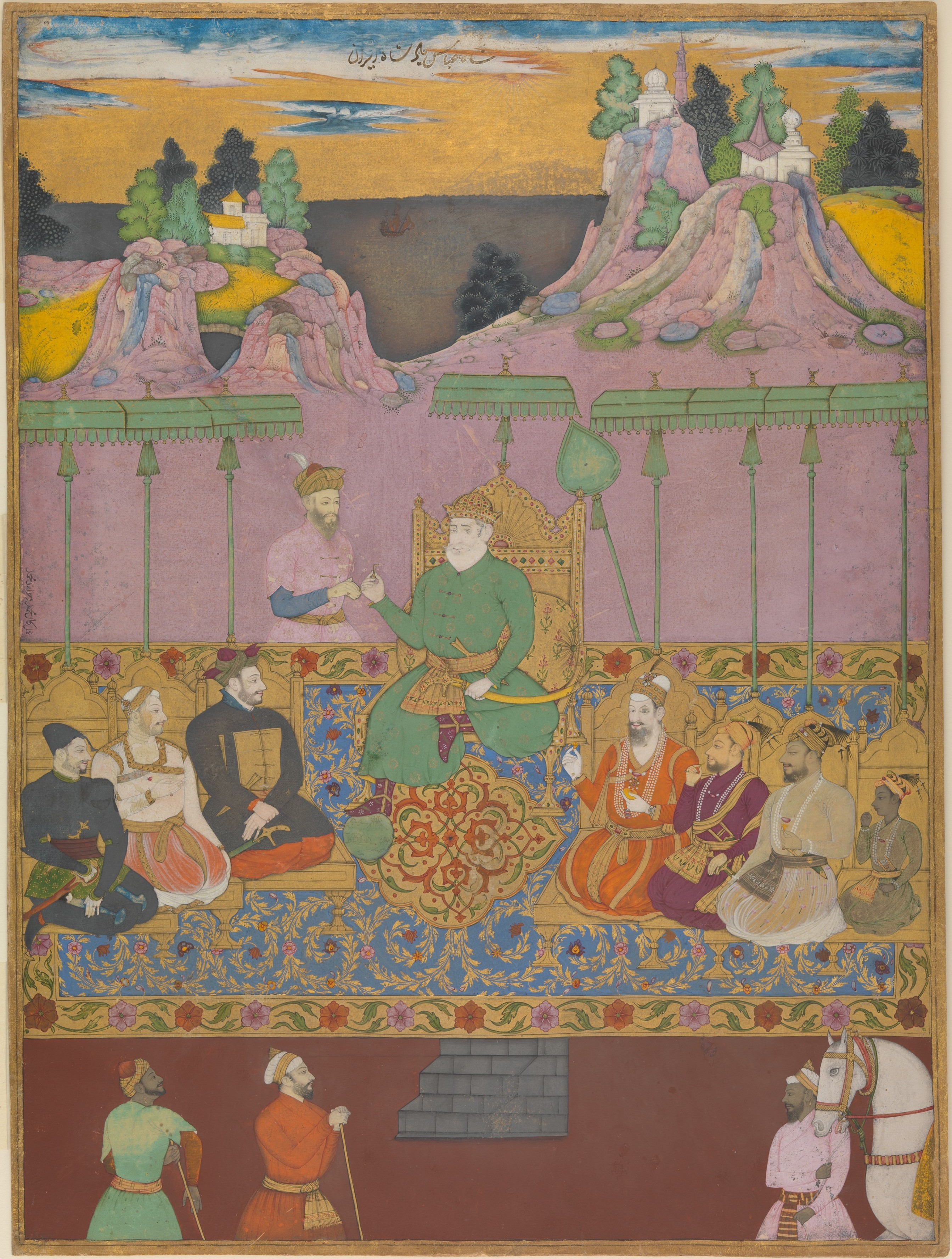
ビジャープルの王家（ユースフ・アーディル・シャーを中心に歴代の王が絵描かれている）

この都市の歴史は古く、デカン地方一帯を支配した後期チャールキヤ朝とヤーダヴァ朝の主要な拠点であり、ヴィジャヤプラとも呼ばれていた。
1490年、バフマニー朝のベルガウム太守ユースフ・アーディル・シャーが独立を宣言し、ヴィジャヤプラを中心とした地域にビジャープル王国を建国した。
この都市はビジャープル王国の首都として大いに栄えたが、1686年にムガル帝国のアウラングゼーブに落とされ（ビジャープル包囲戦）、王国は滅亡した。
1724年、ニザーム王国がムガル帝国から独立すると、ヴィジャヤプラは同国の支配するところとなった。
1760年、ニザーム王国がマラーター王国に敗れると、ヴィジャヤプラは割譲され、マラーター領となった。
1818年、第3次マラーター戦争でマラーター同盟がイギリスに敗北したのち、一時的にイギリス領となり、サーターラー藩王国に割譲された。
1848年、サーターラー藩王国が廃絶されると、ビジャープルは再びイギリス領となった。
1947年、インドがイギリスから独立したのち、1956年の州再編成により、ボンベイ州からカンナダ語地域であるマイソール州（カルナータカ州）に編入された。

## 観光名所
ビジャープル王国の歴代君主の居城であったビジャープル城があり、 イブラーヒーム・アーディル・シャー2世の墓廟イブラーヒーム・ラウザやムハンマド・アーディル・シャーの墓廟ゴール・グンバズが現存している。
- ビジャープル城
- ゴール・グンバズ
- イブラーヒーム・ラウザ